# نظام تخطيط موارد المنشأة (ساب)
نظام تخطيط موارد المنشأة (ساب) ، هو برنامج تخطيط موارد المؤسسات الذي طورته الشركة الألمانية SAP SE. يتضمن وظائف العمل الرئيسية للمؤسسة. تم توفير أحدث إصدار (SAP ERP 6.0) في عام 2006. و تم إصدار أحدث حزمة تحسين (EHP8) لـ SAP ERP 6.0 في عام 2016. العمليات التجارية المتضمنة في ساب هي: العمليات (المبيعات والتوزيع، إدارة المواد، تخطيط الإنتاج ، التنفيذ اللوجستي، وإدارة الجودة)، المالية (المحاسبة المالية، المحاسبة الإدارية، إدارة سلسلة التوريد المالية) ، إدارة رأس المال البشري (التدريب، جدول الرواتب، التوظيف الإلكتروني) و خدمات الشركات (إدارة السفر، البيئة، الصحة والسلامة، إدارة العقارات).

## التنمية
تم إنشاء نظام تخطيط موارد المنشأة استنادًا إلى برنامج SAP R / 3 السابق. كان SAP R / 3، الذي تم إطلاقه رسمياً في 6 يوليو 1992، يتألف من تطبيقات متنوعة على قمة SAP Basis ، وهي مجموعة ساب من البرامج والأدوات الوسيطة. تم بناء جميع التطبيقات على خادم تطبيقات الويب لSAP. تم استخدام مجموعات التمديد لتقديم ميزات جديدة والحفاظ على الجوهر مستقراً قدر الإمكان. خادم تطبيقات الويب على كافة إمكانيات SAP Basis.
تم إجراء تغيير معماري كامل مع إدخال نظام mySAP ERP في عام 2004. تم استبدال R / 3 Enterprise بإدخال مكون تخطيط موارد المؤسسات المركزي (SAP ECC). تم أيضًا دمج ساب مستودع الأعمال
و ساب لإدارة المشاريع الاستراتيجية وساب خادم المعاملات عبر الإنترنت في SAP ECC ، مما يسمح للمستخدمين بتشغيلها تحت نموذج واحد. تم دمج خادم تطبيق الويب لساب في SAP NetWeaver، والذي تم تقديمه في عام 2003. كما تم إجراء تغييرات معمارية لدعم بنية خدمة المؤسسة لنقل العملاء إلى بنية موجهة للخدمات.
تم إصدار أحدث إصدار SAP ERP 6.0 في عام 2006. تم تحديث SAP ERP 6.0 من خلال حزم تحسين SAP، أحدثها:
- SAP enhancement package 8 for SAP ERP 6.0 في عام 2016.

## التنفيذ
يحتوي ساب على عدة وحدات، بما في ذلك المحاسبة المالية (FI) ، التحكم (CO) ، محاسبة الأصول (AA) ، المبيعات والتوزيع (SD) ، إدارة المواد (MM) ، تخطيط المنتج (PP) ، إدارة الجودة (QM) ، نظام المشروع (PS) ، الصيانة المخططة (PM) ، الموارد البشرية (HR). كما أن ساب يجمع ويضم البيانات من الوحدات المنفصلة لتزويد الشركة أو المؤسسة بتخطيط موارد المؤسسة.
مراحل التنفيذ النموذجية:
- المرحلة الأولى - إعداد المشروع
- المرحلة الثانية - مخطط الأعمال
- المرحلة الثالثة - تحقيق
- المرحلة الرابعة - الإعداد النهائي
- المرحلة الخامسة - دعم انطلاق النسخة الحية

يجب على الشركات التي تخطط لتنفيذ أو ترقية نظام ساب أن تولي اهتمامًا صارمًا لتكامل النظام لحفظ تنفيذ ساب الخاص بها من الفشل. مع تكامل النظام في مكانه، تتحرك تدفقات البيانات بشكل كامل وصحيح بين مكونات ساب المختلفة، وبالتالي ليس فقط تبسيط العمليات التجارية ولكن أيضا القضاء أو التقليل من جهود إدخال البيانات المتكررة.
تقدر شركة المحلل Gartner أن 55٪ إلى 75٪ من جميع مشاريع تخطيط موارد المؤسسات تفشل في تحقيق أهدافها. من بين العشرة الأوائل التي تعيق نجاح رحلة تخطيط موارد المؤسسات، يمكن معالجة 5 منها من خلال تطوير وتنفيذ برنامج إدارة التغيير المنظم.

## تكاليف النشر والصيانة
تشير التقديرات إلى أنه يمكن لشركة Fortune 500 ، والبرمجيات، والأجهزة، وتكاليف الاستشارات أن تتجاوز بسهولة 100 مليون دولار (حوالي 50 إلى 500 مليون دولار. كما تستطيع الشركات الكبيرة إنفاق 50 مليون دولار إلى 100 مليون دولار على الترقيات .التنفيذ الكامل لجميع الوحدات من الممكن أن يستغرق سنوات، والتي تضيف أيضًا إلى السعر النهائي. من المرجح أن تنفق الشركات متوسطة الحجم (أقل من 1000 موظف) ما يقرب من 10 ملايين دولار إلى 20 مليون دولار على الأكثر، ومن غير المحتمل أن تحتاج الشركات الصغيرة إلى نظام ساب متكامل تمامًا ما لم يكن لديها احتمال أن تصبح شركة متوسطة الحجم ومن ثم نفس البيانات تنطبق على الشركات متوسطة الحجم. أظهرت الدراسات المستقلة أن تكاليف النشر والصيانة الخاصة بحل ساب يمكن أن تختلف تبعاً للمؤسسة. على سبيل المثال، يشير البعض إلى أنه بسبب النموذج الصارم الذي تفرضه أدوات ساب، قد يلزم تطوير وصيانة الكثير من كود التخصيص للتكيف مع عملية الأعمال. وأشار آخرون إلى أنه لا يمكن الحصول على عائد الاستثمار إلا عندما يكون هناك عدد كاف من المستخدمين وتكرار استخدام كاف.

## نظام ساب لإدارة النقل
نظام ساب لإدارة النقل (Transport Management System STMS ) هو أداة ضمن أنظمة ساب لإدارة تحديثات البرامج، وتسمى النقل، على واحد أو أكثر من أنظمة ساب المتصلة.يمكن الوصول إلى الأداة من رمز المعاملة STMS. لا ينبغي الخلط بينها وبين SAP Transportation Management، وهي وحدة مستقلة لتسهيل الخدمات اللوجستية وإدارة سلسلة التوريد في نقل السلع والمواد.

## مزايا نظام تخطيط موارد المؤسسة وعيوبه
المزايا:
- يسمح بالتكامل العالمي الأسهل (حواجز أسعار صرف العملات واللغة والثقافة يمكن سدها تلقائيًا)
- التحديثات تحتاج فقط إلى أن يتم تنفيذها مرة واحدة على مستوى الشركة بالكامل
- يوفر معلومات في الوقت الحقيقي، مما يقلل من احتمال أخطاء التكرار
- قد يخلق بيئة عمل أكثر كفاءة للموظفين
- يمتلك الموردون المعرفة والخبرة السابقة حول كيفية بناء وتنفيذ نظام بشكل أفضل
- واجهة المستخدم قابلة للتخصيص تمامًا مما يسمح للمستخدمين النهائيين بإملاء الهيكل التشغيلي للمنتج

السلبيات:
- مؤمن بالعلاقة عن طريق العقد وسهولة الإدارة مع البائع - يمكن أن يحمل العقد شركة إلى البائع حتى تنتهي صلاحيته، وقد يكون غير مربح للتبديل بين البائعين إذا كان تحويل التكاليف مرتفعًا للغاية
- عدم المرونة- قد لا تناسب حزم البائعين نموذج عمل الشركة بشكل جيد وقد يكون التخصيص باهظ الثمن
- قد يستغرق عائد الاستثمار وقتًا طويلاً جدًا حتى يصبح مربحًا
- يواجه التطبيق مخاطر فشل المشروع

## الإصدارات
- SAP R/1 System RF: 1973
- SAP R/2 Mainframe System: 1979
- SAP R/3 Enterprise Edition 1.0 A: July 1992
- SAP R/3 Enterprise Edition 3.0B (SAP R/3 4.0B): 6 April 1998
- SAP R/3 Enterprise Edition 3.1l (SAP R/3 3.1I): 11 May 1998
- SAP R/3 Enterprise Edition 4.3 (SAP R/3 4.3): June 1998
- SAP R/3 Enterprise Edition 4.5B (SAP R/3 4.5B): 29 March 1999
- SAP R/3 Enterprise Edition 4.6B (SAP R/3 4.6B): 6 December 1999
- SAP R/3 Enterprise Edition 4.6C (SAP R/3 4.6C): 3 April 2000
- SAP R/3 Enterprise Edition 4.6F
- SAP R/3 ENTERPRISE 47X110: 15 July 2002
- SAP R/3 ENTERPRISE 47X200: 22 September 2003
- SAP ERP Central Component (ECC) 5.0: 21 June 2004
- SAP ERP Central Component (ECC) 6.0: 24 October 2005
- SAP S/4HANA Finance 1503: March 2015
- SAP S/4HANA 1511: November 2015
- SAP S/4HANA Cloud 1603: March 2016
- SAP S/4HANA Cloud 1605: May 2016
- SAP S/4HANA Finance 1605: May 2016
- SAP S/4HANA Cloud 1608: August 2016
- SAP S/4HANA 1610: October 2016
- SAP S/4HANA Cloud 1611: November 2016
- SAP S/4HANA Cloud 1702: February 2017
- SAP S/4HANA Cloud 1705: May 2017
- SAP S/4HANA Cloud 1708: August 2017
- SAP S/4HANA Cloud 1709: 15 September 2017
- SAP S/4HANA Cloud 1711: 7 November 2017
- SAP S/4HANA Cloud 1802: 5 February 2018
- SAP S/4HANA Cloud 1805: May 2018
- SAP S/4HANA Cloud 1808: August 2018
- SAP S/4HANA 1809: September 2018
- SAP S/4HANA Cloud 1811: November 2018

## حزم تحسين ساب لـ (SAP ERP 6.0 (SAP EhPs
تم توفير أحدث إصدار (SAP ERP 6.0) في عام 2006. ومنذ ذلك الحين، تم توفير وظائف إضافية لـ SAP ERP 6.0 من خلال (SAP Enhancement Packages (EhP.
تتيح حزم التحسين هذه لعملاء ساب إدارة وظائف البرامج الجديدة ونشرها. حزم التحسين اختيارية، يختار العملاء أي قدرات جديدة للتنفيذ.
لا تتطلب SAP EhPs ترقية النظام الكلاسيكية. تتكون عملية تثبيت حزم التحسين من خطوتين مختلفتين:
- التثبيت الفني لحزمة التحسين
- تفعيل وظائف جديدة

لا يغير التثبيت الفني لوظائف العمل من سلوك النظام. يتم فصل تثبيت وظائف جديدة من تنشيطها، ويمكن للشركات اختيار وظائف الأعمال التي يريدون تنشيطها. هذا يعني أنه حتى بعد تثبيت وظيفة أعمال جديدة، لا يوجد أي تغيير في الوظائف الحالية قبل التنشيط. تنشيط وظيفة عمل في عملية واحدة لن يؤثر على المستخدمين الذين يعملون مع وظائف أخرى.
أحدث حزمة تحسين SAP لـ SAP ERP 6.0 كانت EhP8 ، والتي تم إصدارها في عام 2016.وهي توفر الابتكارات وتعمل كأساس للانتقال إلى مجموعة الأعمال الجديدة لـ ساب وهي SAP S / 4HANA.

## إصدارات SSAP EhP
- SAP enhancement package 1 for SAP ERP 6.0 (EHP1 FOR SAP ERP 6.0): 21 December 2006
- SAP enhancement package 2 for SAP ERP 6.0 (EHP2 FOR SAP ERP 6.0): 27 July 2007
- SAP enhancement package 3 for SAP ERP 6.0 (EHP3 FOR SAP ERP 6.0): 7 December 2007
- SAP enhancement package 4 for SAP ERP 6.0 (EHP4 FOR SAP ERP 6.0): 21 November 2008
- SAP enhancement package 4 for SAP ERP 6.0 on SAP enhancement package for SAP NetWeaver 7.0 (EHP4 FOR SAP ERP 6.0 / NW7.01): 21 November 2008
- SAP enhancement package 5 for SAP ERP 6.0 (EHP5 FOR SAP ERP 6.0): 12 July 2010
- SAP enhancement package 6 for SAP ERP 6.0 (EHP6 FOR SAP ERP 6.0): 24 August 2011
- SAP enhancement package 7 for SAP ERP 6.0 (EHP7 FOR SAP ERP 6.0): 13 August 2013
- SAP Fiori 1.0 for SAP ERP (UI FOR EHP7 FOR SAP ERP 6.0): 29 November 2013
- SAP enhancement package 8 for SAP ERP 6.0 (EHP8 FOR SAP ERP 6.0): 20 January 2016